# Claudia Coletti
Claudia Coletti (New York, 5 novembre 2002) è una nuotatrice artistica statunitense con cittadinanza italiana.

## Biografia
Ha vissuto in Francia per nove anni e gareggiato per il Paris Stade Français.
È stata convocata dalla nazionale statunitense ai mondiali di Budapest 2022, dove si è classificata 5ª nel duo misto programma libero e tecnico, con il connazionale Kenneth Gaudet, e nell'highlight.
Alle World Series 2022 è salita sul più volte sul podio.

## Palmarès
- Giochi panamericani giovanili

Cali 2021: argento nella gara a squadre e nella gara a squadre highlight

### Coppa del Mondo
- 1 podio:
  - 1 terzo posto (1 nella gara a squadre)